# وين بالو
وين بالو (بالإنجليزية: Win Ballou)‏ هو لاعب كرة قاعدة أمريكي، ولد في 30 نوفمبر 1897، وتوفي في 30 يناير 1963 في سان فرانسيسكو في الولايات المتحدة.

## وصلات خارجية
- وين بالو على موقعبيزبول رفرنس.كوم (الدوري الرئيسي) (الإنجليزية)
- وين بالو على موقعبيزبول رفرنس.كوم (الدوري الثانوي) (الإنجليزية)
- وين بالو على موقع مشجعي الرسوم البيانية (الإنجليزية)